# Hohensalzburg vára
A Hohensalzburg vára (németül Festung Hohensalzburg) a Festungsberg hegy (várhegy) ormán 506 méteres magasságban épült fel, Ausztriában, Salzburg városában. Európa legnagyobb középkori várainak egyike.

## Története
A vár építése 1077-ben kezdődött, Gebhard salzburgi érsek kezei alatt. Az először az eredeti tervek szerint egy kis erődítmény épült ezen a helyen fából készült fallal körülvéve. Gebhard konfliktusa IV. Henrikkel ugyancsak hatással volt a vár erősítésére. Abban az időben is már a salzburgi püspökök nagy politikai hatalommal bírtak, és folyamatosan erősítették, növelték a várat, hogy megvédjék értékeiket, érdekeltségeiket. A harangtornyok 1462-ben épültek, II. Burkhart salzburgi érsek utasítására.
Leonárd salzburgi érsek 1495-1519 között folyamatosan tovább építette az erődítményt. Mátyás salzburgi érsek, Keutschach segédpüspöke majd utódja 1515-ben levázolta a Reisszug elnevezésű nagyon egyszerű drótkötélpályás teherlift elképzelését, hogy a várkastély felső udvarai is könnyen elérhetők legyenek. Ez a vonal megépítésre került, ma is látható a továbbfejlesztett változata. Valószínűleg az a világ legrégebbi működő siklója.
Egyedül az 1525-ös német parasztfelkelés alatt került az erődítmény ostrom alá, amikor egy maroknyi bányász, földműves és városi lakos megpróbálta Mátyás salzburgi érseket kiűzni a várból, de elbukott a kezdeményezés.
1612-ben a címétől megfosztott és bebörtönzött Wolf Dietrich salzburgi érsek halt meg az itteni börtönben. A harmincéves háború alatt Paris salzburgi érsek megerősítette a város védelmi rendszerét, köztük a várét is. Ekkor új létesítményei készültek el az erődnek, mint a lőpor raktárak és őrhelyek a kapuknál.
A napóleoni háborúk alatt harc nélkül bekerítették a várat a francia csapatok Jean Victor Moreau tábornok vezetésével 1800-ban és az utolsó herceg-püspök, Jeromos salzburgi érsek ekkor menekült Bécsbe. A 19. században a várat kaszárnyának, raktárnak és börtönként használták 1861-ig.
A Hohensalzburg vára a 19. század második felében renoválásra került és már 1892-ben idegenforgalmi látványosságként működött. Máig Európa egyik legjobb állapotban megőrzött várkastélyaként várja a látogatókat.
A 20. században börtönként működött, elsősorban olasz bebörtönzöttek és a 30-as évek náci aktivistái (már az Anschluss előtt) kerültek itt elhelyezésre.

## Idegenforgalom
A vár egész évben látogatható. Különböző nyelveken kérhető audioguide (angol, német, francia, spanyol, orosz, holland, kínai és japán nyelveken, külön gyermekek részére is) a galéria, hercegi szobák, a kínzókamrák, az őrtorony történetének meghallgatásához.
Salzburg egész óvárosa forgalomtól elzárt övezet, ezért autóval vagy busszal nem lehet felmenni a várhoz, csak gyalogosan vagy felvonóval közelíthető meg.
A vár egész évben különböző rendezvényeknek ad otthont és az adventi hétvégéken helyi kézművesek munkáiból karácsonyi vásárokat tartanak.

## Érdekességek
- A Hohensalzburg vára megjelent a 2006-os euró emlékérmén, melyet 2006. április 5-én bocsátottak ki. 1977-ben a vár fennállásának 900. évfordulójára szintén kiadásra került egy emlékérme az erődítményről.

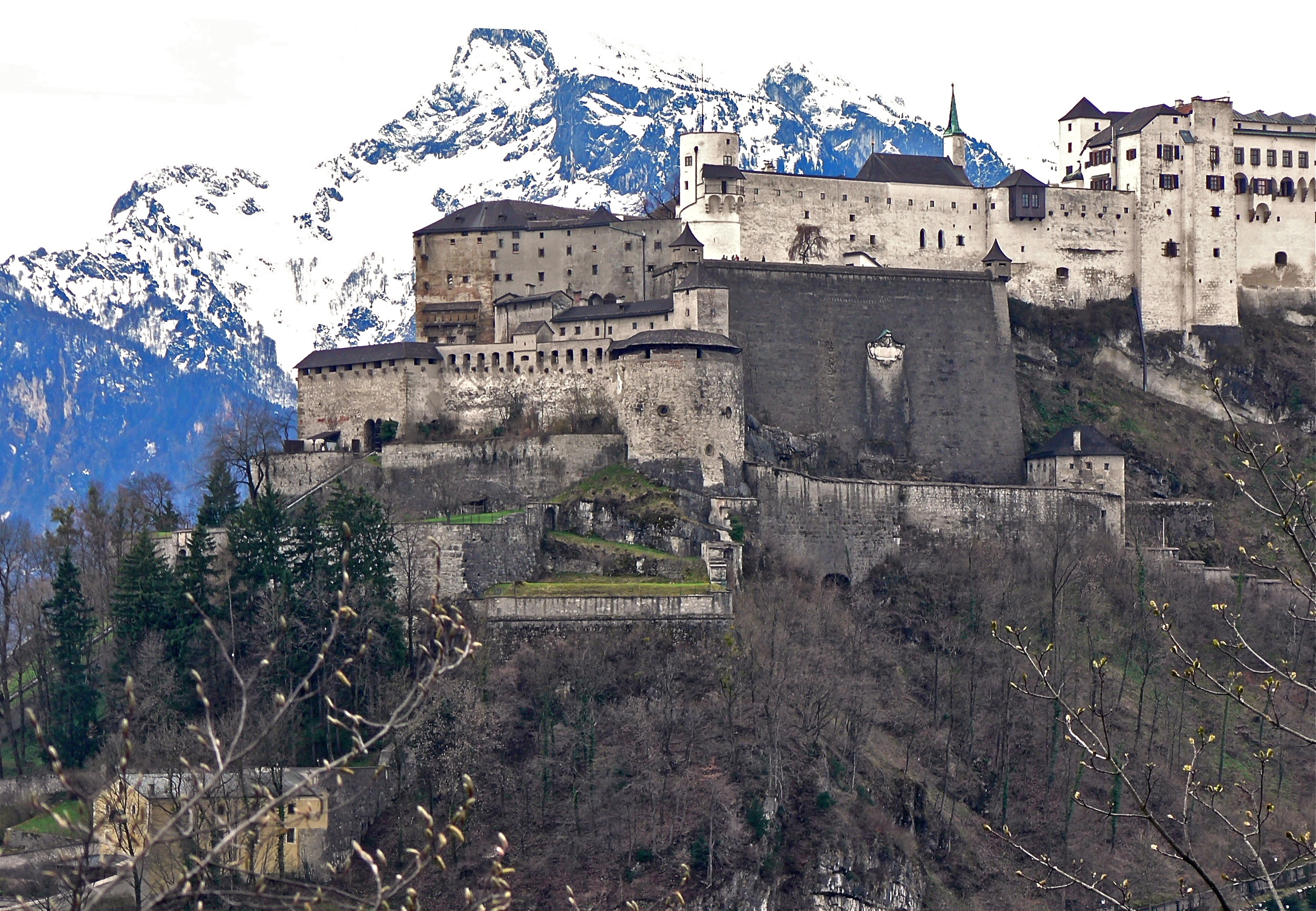
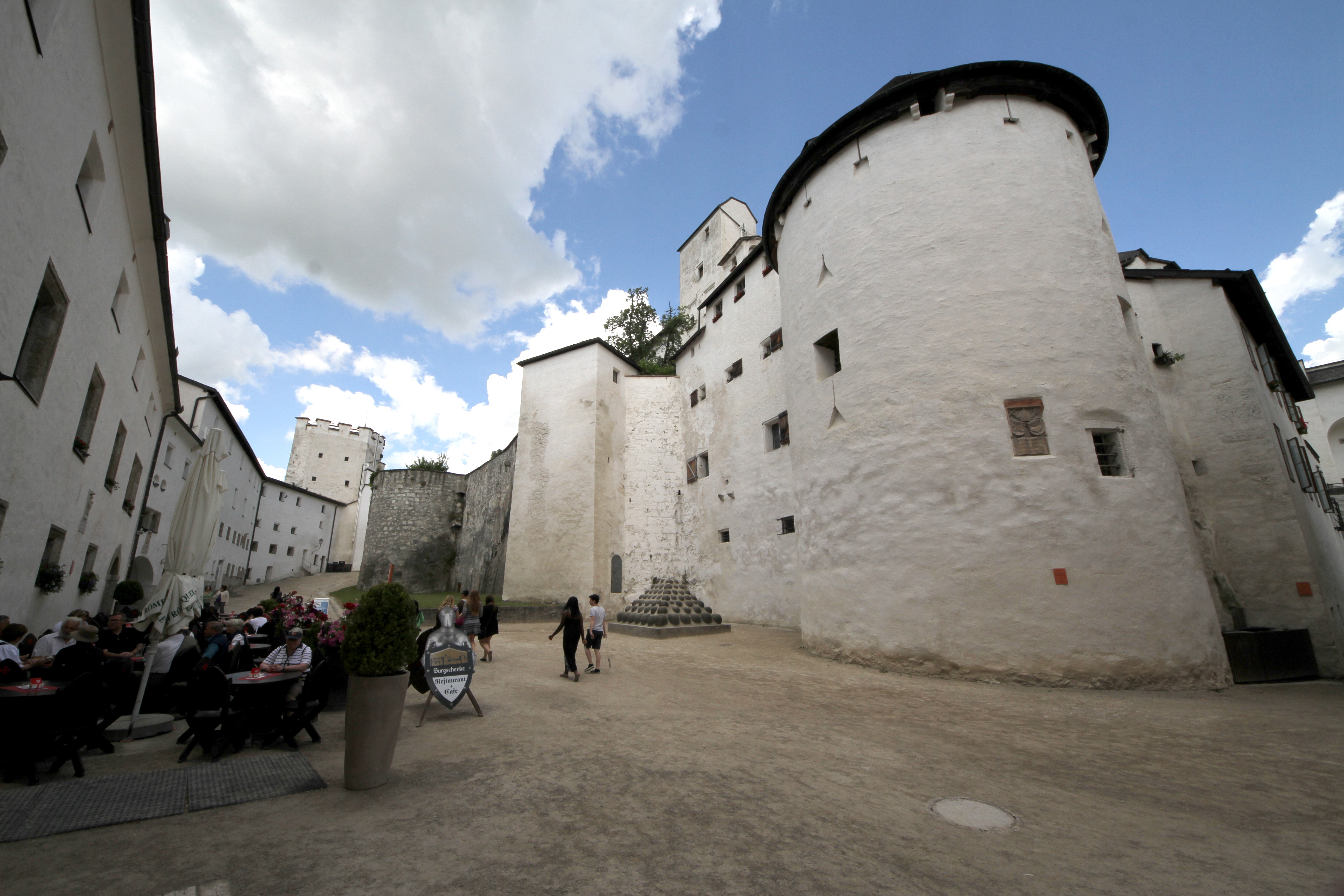
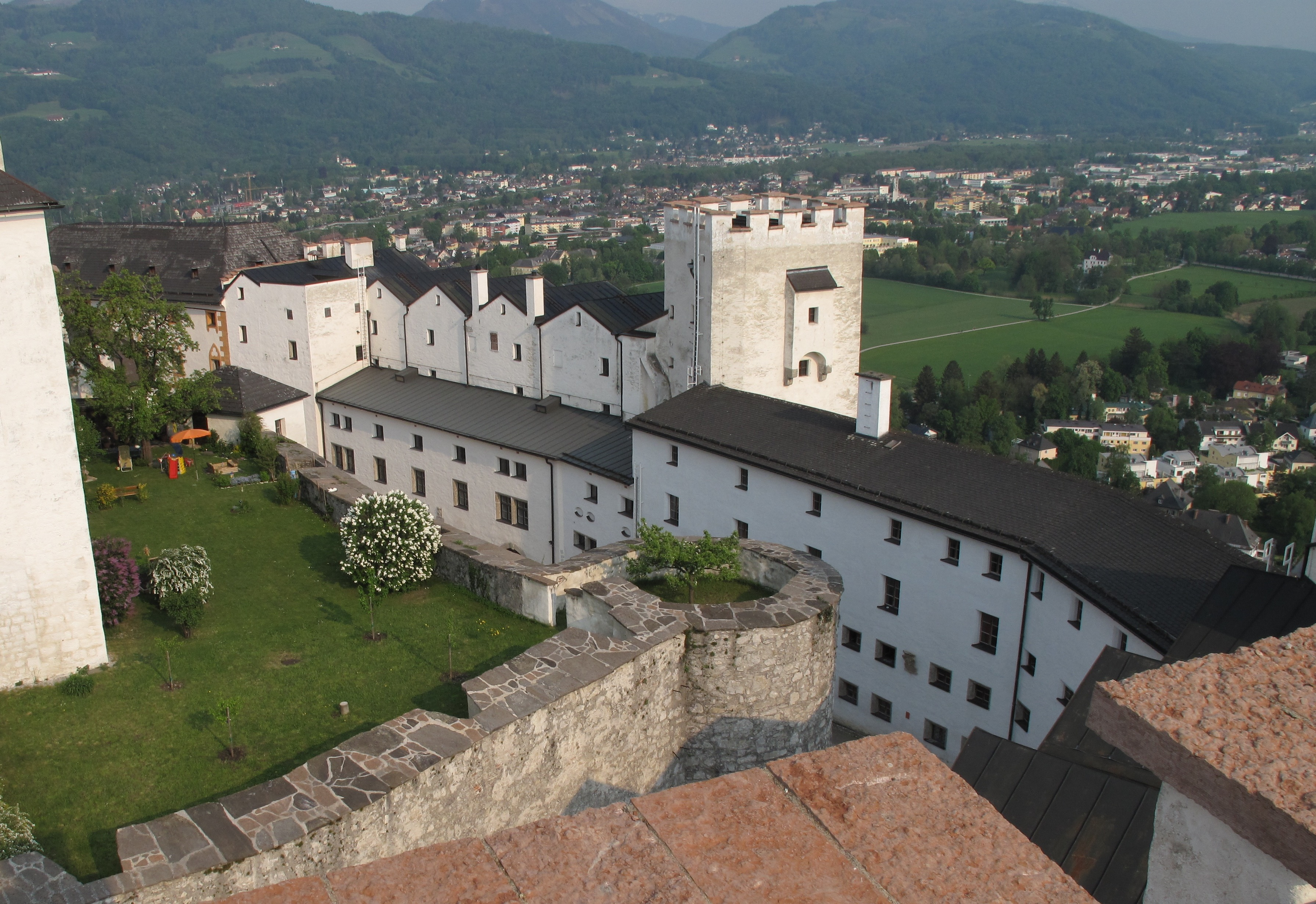
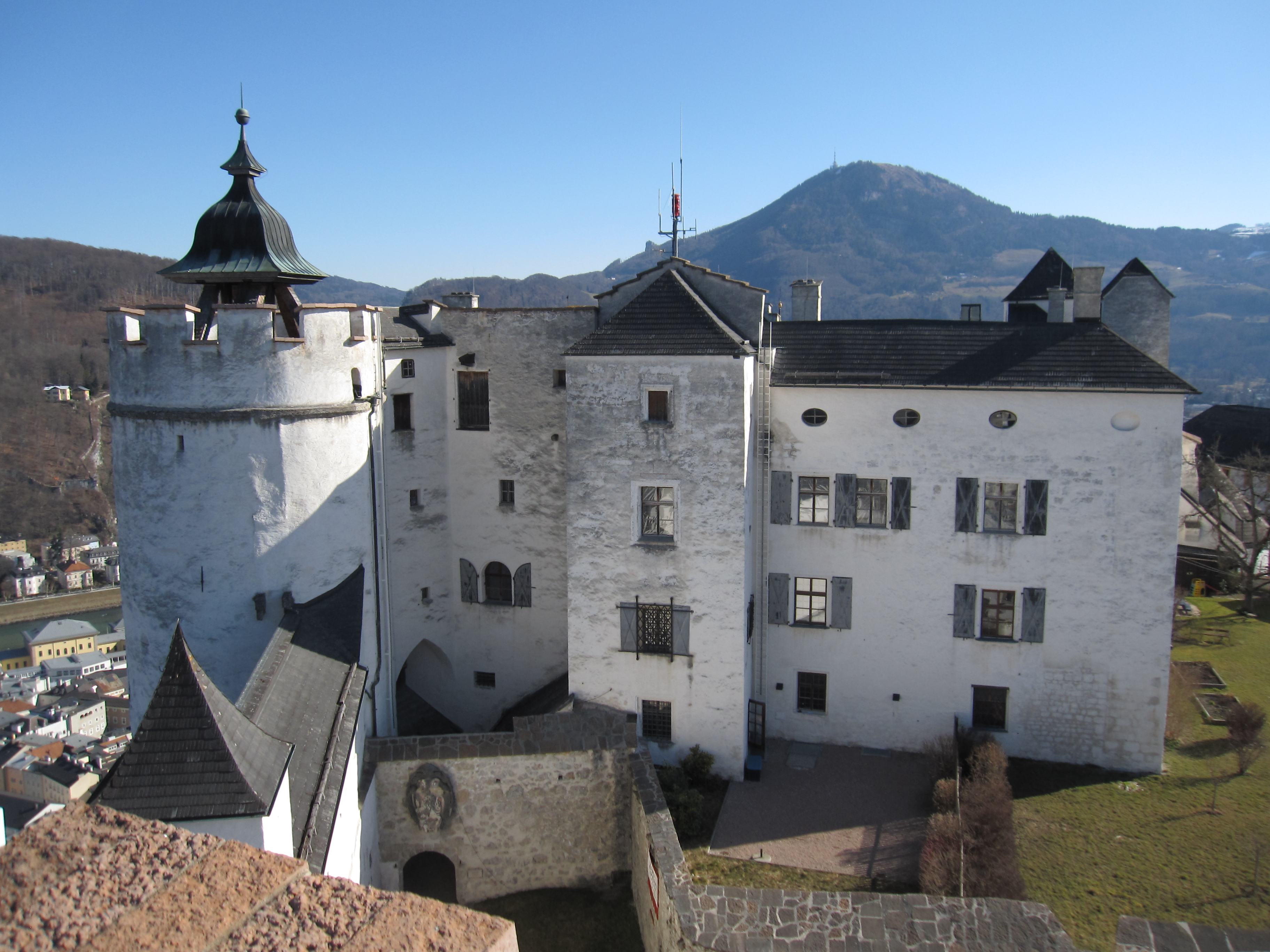
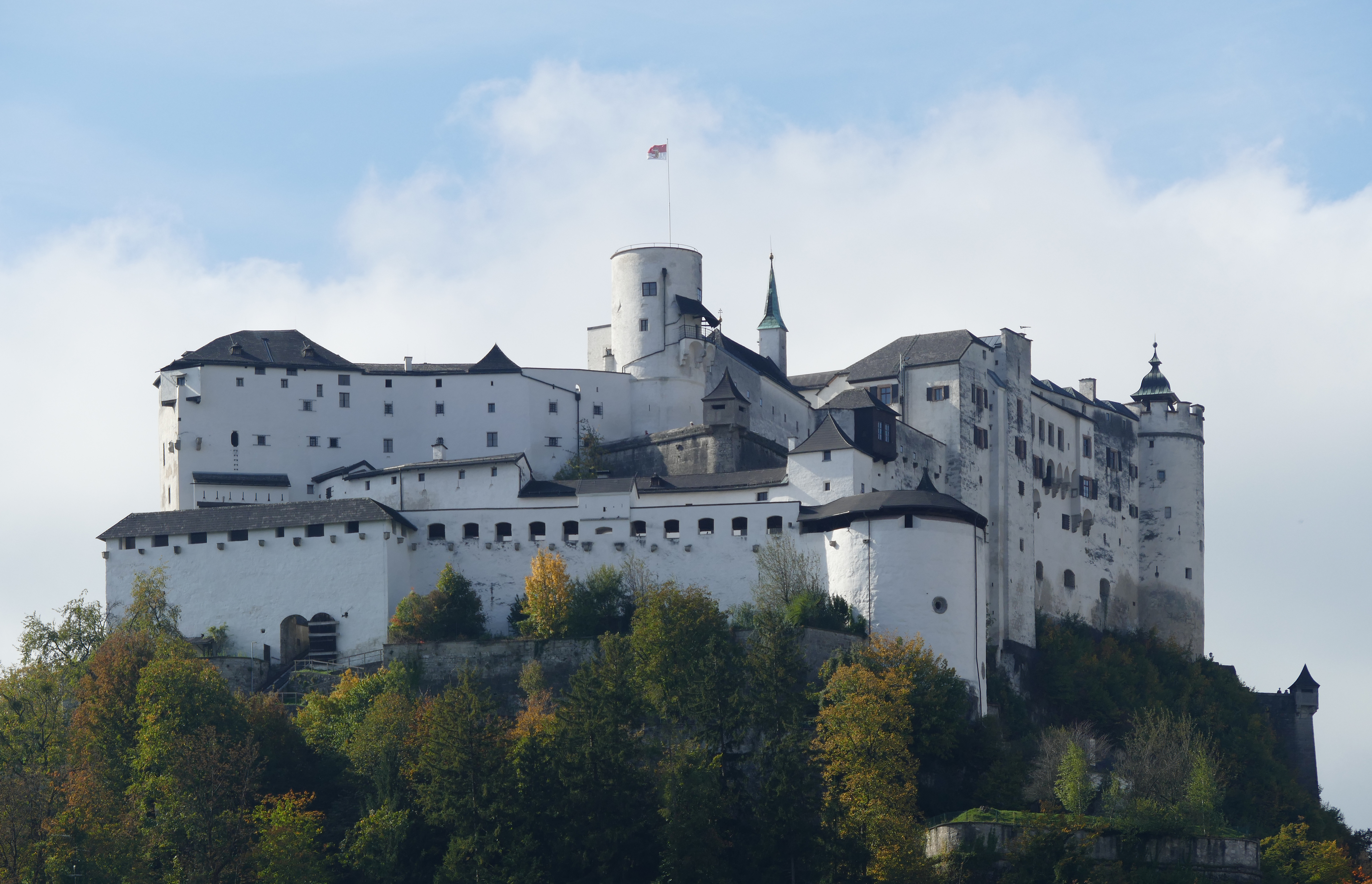
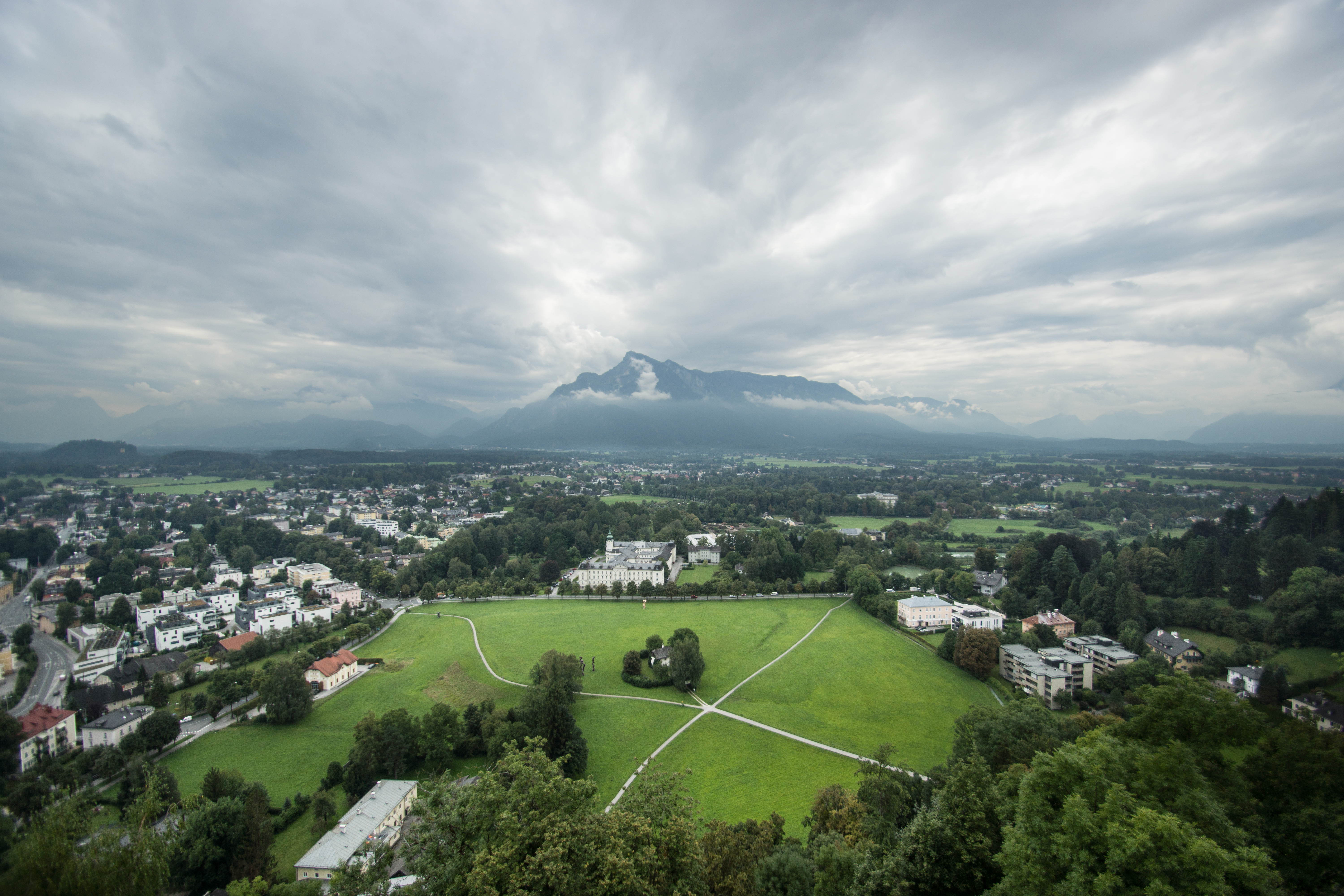
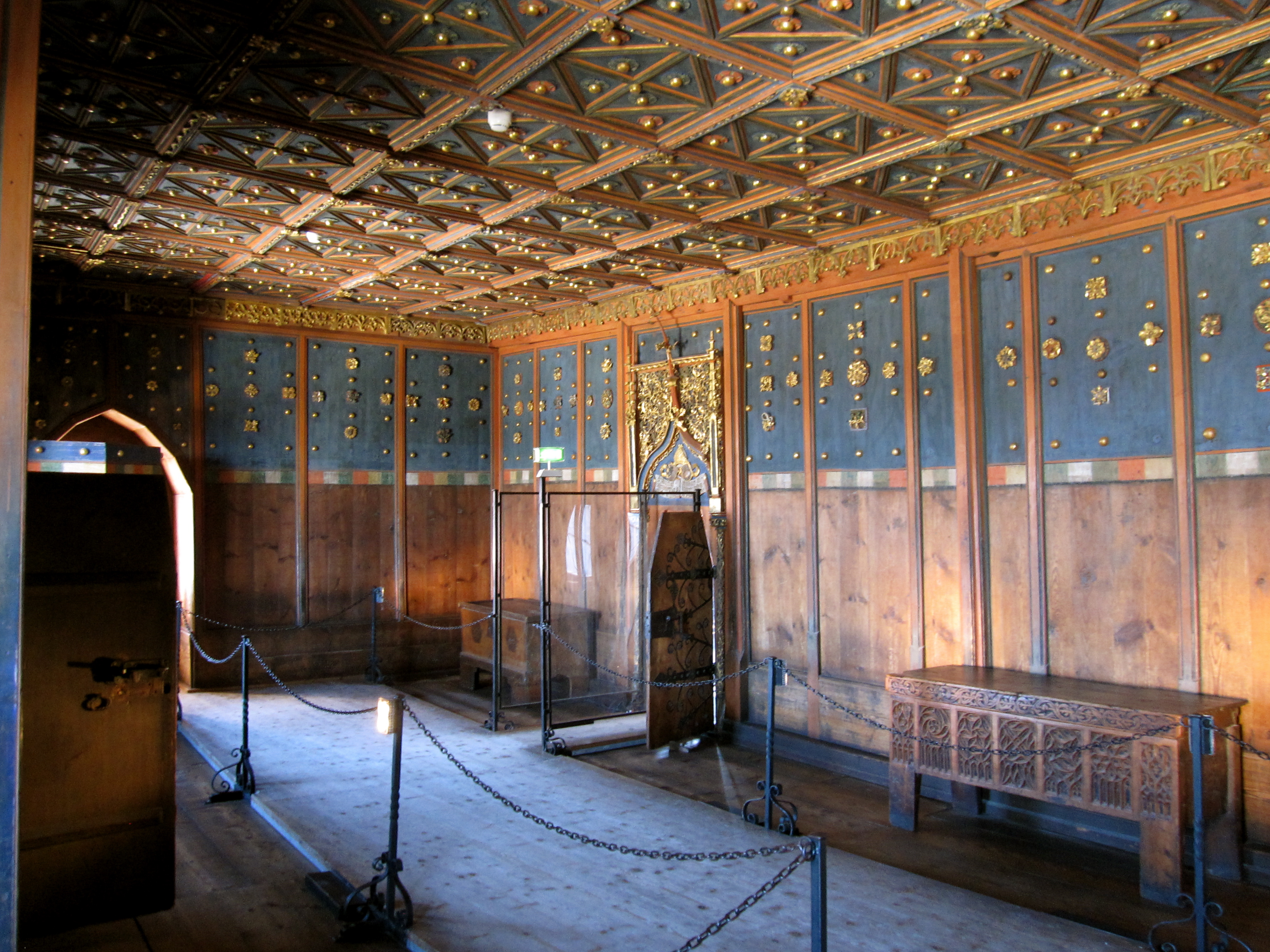
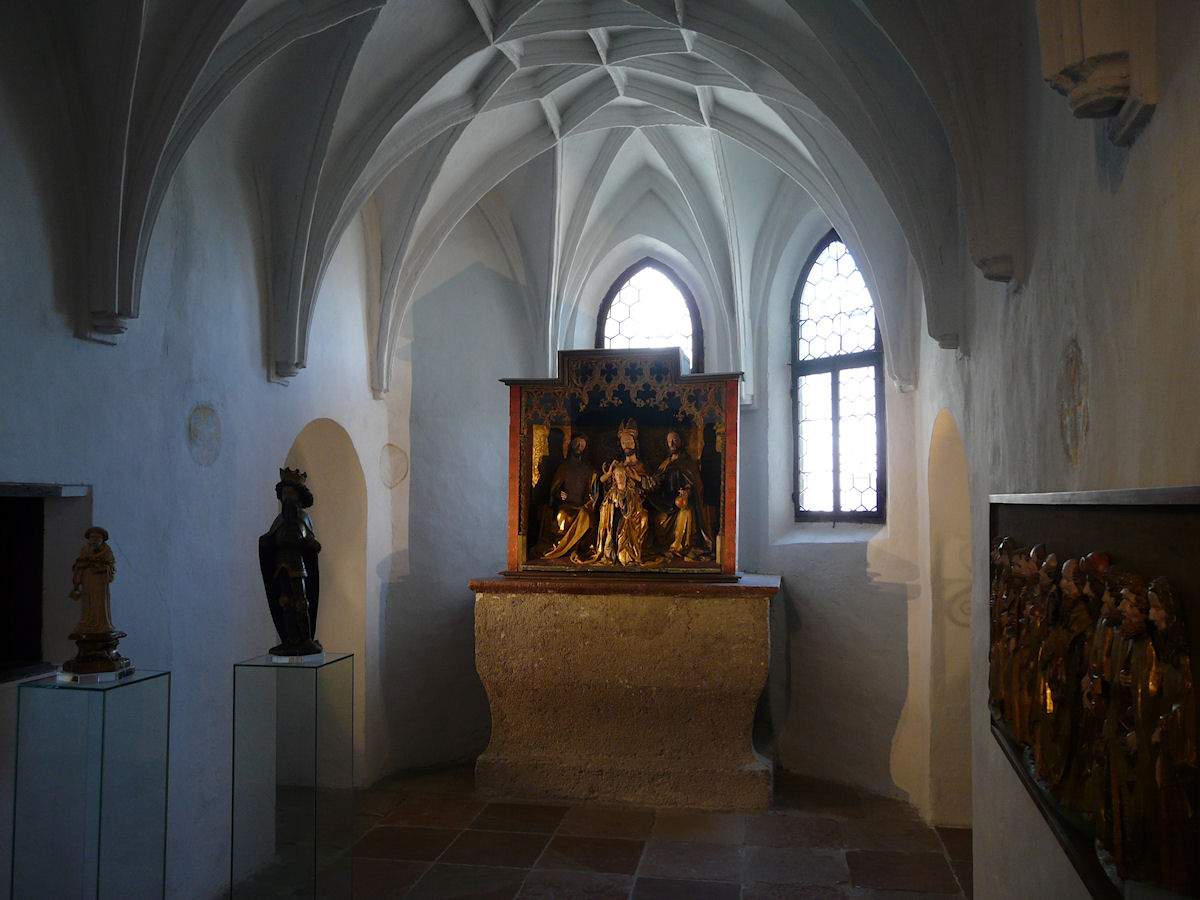

## Fordítás
- Ez a szócikk részben vagy egészben  a   Hohensalzburg_Castle című angol Wikipédia-szócikk fordításán alapul.  Az eredeti cikk szerkesztőit annak laptörténete sorolja fel. Ez a jelzés csupán a megfogalmazás eredetét és a szerzői jogokat jelzi, nem szolgál a cikkben szereplő információk forrásmegjelöléseként.